# Dick Marty
Dick Marty (Sorengo, 7 januari 1945 – Fescoggia, 28 december 2023) was een Zwitsers magistraat en politicus voor de Vrijzinnig-Democratische Partij.De Liberalen (FDP/PLR) uit het kanton Ticino.

## Biografie

### Afkomst en opleiding
Marty werd geboren in het overwegend katholieke Ticino terwijl zijn ouders Zwitsers-Frans protestant waren. Gedurende de eerste zes jaar van zijn leven was hij praktisch blind, na een ingreep kreeg hij 50% meer gezichtsvermogen.
Hij studeerde recht aan de Universiteit van Neuchâtel en internationaal recht aan het Max Planck Instituut in Freiburg im Breisgau, Duitsland. In 1973 behaalde hij een doctoraat aan de Universiteit van Neuchâtel. Van 1975 tot 1989 was hij procureur van het kanton Ticino.

### Politicus
In 1989 werd Marty lid van de Staatsraad van Ticino, waar hij zou zetelen tot in 1995. In dat jaar werd hij bij de parlementsverkiezingen verkozen tot lid van de Kantonsraad, waar hij zetelde van 4 december 1995 tot 4 december 2011. Sinds 1998 zetelde hij in de Parlementaire Vergadering van de Raad van Europa.
In november 2005 werd Marty aangesteld door de Raad van Europa om de claims te onderzoeken volgens welke de CIA ook in Europa geheime gevangenissen heeft opgezet om van terrorisme verdachte personen te ondervragen. Op 7 juni 2006 presenteerde hij zijn rapport waarin hij een spider's web onthulde, waarin staat dat ten minste veertien landen, waarvan zeven leden van de Raad van Europa, meewerkten aan de gevangenissen, en geheime vluchten tussen die gevangenissen. De betreffende landen zijn Polen, Roemenië, Spanje, Turkije, Duitsland, Cyprus, Ierland, Griekenland, Groot-Brittannië, Italië, Zweden, Bosnië en Herzegovina, Portugal en Macedonië. Een aantal andere landen, waaronder Nederland, participeerden zelf niet, maar lieten de vluchten oogluikend toe.
Marty overleed in 2023 op 78-jarige leeftijd.

## Onderscheidingen
- Doctor honoris causa aan de Universiteit van Genève
- Prijs voor de Vrijheid van de Liberale Internationale (2013)